# Stichting Sportvereniging Roda Juliana Combinatie 2021-2022
Questa voce raccoglie le informazioni riguardanti lo Stichting Sportvereniging Roda Juliana Combinatie nelle competizioni ufficiali della stagione 2021-2022.

## Rosa
Rosa aggiornata al 5 maggio 2022
| N. |                        | Ruolo | Calciatore                |
| -- | ---------------------- | ----- | ------------------------- |
| 1  | Paesi Bassi (bandiera) | P     | Rody de Boer              |
| 3  | Finlandia (bandiera)   | D     | Richard Jensen (capitano) |
| 4  | Paesi Bassi (bandiera) | D     | Guus Joppen               |
| 5  | Paesi Bassi (bandiera) | D     | Amir Absalem              |
| 6  | Paesi Bassi (bandiera) | C     | Robert Klaasen            |
| 7  | Belgio (bandiera)      | C     | Bryan Limbombe            |
| 8  | Paesi Bassi (bandiera) | C     | Niek Vossebelt            |
| 9  | Paesi Bassi (bandiera) | A     | Dylan Vente               |
| 10 | Paesi Bassi (bandiera) | C     | Davy van den Berg         |
| 14 | Germania (bandiera)    | C     | Patrick Pflücke           |
| 15 | Paesi Bassi (bandiera) | D     | Dehninio Muringen         |
| 17 | Belgio (bandiera)      | C     | Jamil Takidine            |
| 18 | Israele (bandiera)     | C     | Tomer Altman              |

| N. |                        | Ruolo | Calciatore              |
| -- | ---------------------- | ----- | ----------------------- |
| 19 | Belgio (bandiera)      | C     | Quinten-Eladio Beckx    |
| 20 | Belgio (bandiera)      | D     | Xander Lambrix          |
| 21 | Paesi Bassi (bandiera) | A     | Dailon Rocha Livramento |
| 22 | Belgio (bandiera)      | C     | Xian Emmers             |
| 23 | Germania (bandiera)    | D     | Florian Mayer           |
| 27 | Paesi Bassi (bandiera) | D     | Daryl Werker            |
| 30 | Burundi (bandiera)     | C     | Mohamed Amissi          |
| 31 | Belgio (bandiera)      | C     | Jamie Yayi Mpie         |
| 33 | Belgio (bandiera)      | C     | Fabio Sposito           |
| 34 | Paesi Bassi (bandiera) | C     | Jimmy Vijgen            |
| 35 | Marocco (bandiera)     | C     | Benjamin Bouchouari     |
| 36 | Paesi Bassi (bandiera) | P     | Loek Hamers             |
| 37 | Paesi Bassi (bandiera) | P     | Dylan Vranken           |
| 46 | Paesi Bassi (bandiera) | C     | Pele van Anholt         |